# Dia Internacional do Multilateralismo e da Diplomacia para a Paz
O Dia Internacional do Multilateralismo e da Diplomacia para a Paz é uma data comemorada anualmente em 24 de abril a partir de 2019, foi estabelecido em 6 de dezembro de 2018 pela Assembleia Geral das Nações Unidas.

## Proclamação
Esse dia foi instituído pela Assembleia Geral das Nações Unidas em 6 de dezembro de 2018, visando destacar a importância do multilateralismo e da diplomacia, promovendo a cooperação internacional.

## Celebração
O Dia Internacional do Multilateralismo e da Diplomacia para a Paz é celebrado anualmente em 24 de abril, instituído como um momento de reflexão e ação global sobre a importância do diálogo e da colaboração entre as nações segundo os princípios da Carta das Nações Unidas. Ela enfatiza a necessidade de uma cooperação internacional forte e eficaz para enfrentar os desafios globais e promover a paz, a segurança e o desenvolvimento sustentável. A escolha dessa data reflete o compromisso com os valores fundadores das Nações Unidas e destaca o papel vital da diplomacia preventiva e da resolução pacífica de conflitos. Desde sua primeira observância em 2019, várias atividades, incluindo conferências, workshops educacionais e campanhas de conscientização, foram organizadas para destacar a contribuição do multilateralismo para a paz mundial e o bem-estar humano.

## Multilateralismo
O multilateralismo, refletido nos esforços de digitalização dos arquivos da Organização das Nações Unidas (ONU) em Genebra, destaca o compromisso internacional com a cooperação e o diálogo entre as nações. A Sociedade das Nações, a precursora da ONU, com os movimentos internacionais pela paz do final do século XIX até 1946, fornecem um rico contexto histórico para a compreensão do desenvolvimento e da importância do multilateralismo. Por meio do projeto LONTAD (League of Nations Total Digital Access to the League of Nations Archives), milhões de páginas de documentos foram digitalizadas, democratizando o acesso a informações cruciais sobre a cooperação internacional do passado, ajudando a informar e orientar os esforços atuais para a solução coletiva de problemas globais.